# Paramoltkia
Paramoltkia es un género monotípico de plantas con flores perteneciente a la familia Boraginaceae.  Su única especie: Paramoltkia doerfleri, es originaria de Albania y la antigua Yugoslavia.

## Taxonomía
Paramoltkia doerfleri fue descrita por (Wettst.) Greuter & Burdet y publicado en Willdenowia 11: 39 1981.
Sinonimia
- Moltkia doerfleri Wettst.	[1]